# قواعد الفهرسة الأنجلو أمريكية

الطبغة الثانية من الفهرسة الأنجلو أمريكية

قواعد الفهرسة الأنجلو أمريكية كانت معيارًا لفهرسة المكتبات الدولية. نشرت لأول مرة في عام 1967 م وجرى تحريرها من قبل سومنر سبالدينج،  بينما حُررت الطبعة الثانية عل يد كل من مايكل جورمان وبول دبليو وينكلر، وقد صدرت في عام 1978 م، وقد تبع ذلك المراجعات اللاحقة التي ظهرت في عامي 1988 و 1998 ؛ بينما توقفت جميع التحديثات في عام 2005. 
نشرت بالاشتراك مع جمعية المكتبات الأمريكية وجمعية المكتبات الكندية ومعهد المكتبات والمعلومات المهنيين بالمملكة المتحدة، فقد صممت القواعد بناء فهارس مكتبات مماثلة وأدوات ببليوغرافية مشابهة. وتغطي قواعد الوصف المادي موارد المكتبة، وكذلك توفر الاسم واللقب للوصول إلى المؤلف أو الكتاب المطلوب.
تم إصدارالفهرسة في العديد من الإصدارات المطبوعة، بما في ذلك إصدار موجز، بالإضافة إلى إصدار عبر الإنترنت. ترجمات مختلفة كانت متاحة أيضا. شملت مبادئ هذه القهرسة، الفهرسة على أساس العنصر «في متناول اليد» بدلاً من استنباط المعلومات من المصادر الخارجية ومفهوم «المصدر الرئيسي للمعلومات» الذي يُفضل في حالة وجود تعارض. 